# Josef von Kudler
Josef von Kudler (10. října 1786 Štýrský Hradec – 6. února 1853 Vídeň) byl rakouský národohospodář, vysokoškolský pedagog a politik německé národnosti, během revolučního roku 1848 poslanec Říšského sněmu.

## Biografie
Od roku 1804 studoval práva na Vídeňské univerzitě. Roku 1810 získal titul doktora práv. Byl profesorem politických věd na lyceu ve Štýrském Hradci. V roce 1821 se stal profesorem politických věd a rakouských dějin práva na Vídeňské univerzitě. Roku 1835 byl jmenován vládním radou.
Během revolučního roku 1848 se zapojil do politického dění. Ve volbách roku 1848 byl zvolen na rakouský ústavodárný Říšský sněm. Zastupoval volební obvod Vídeň-Laimgrube v Dolních Rakousích. Uvádí se jako profesor, vládní rada. Patřil ke sněmovní pravici. Byl členem výboru pro školské otázky a zpravodajem národohospodářského výboru. Zastával funkci místopředsedy Říšského sněmu.
V letech 1848–1849 byl zástupcem ředitele katedry právních a politických studií na Vídeňské univerzitě. V roce 1849 předsedal pedagogickému kolegiu fakulty právních a státních věd. Krátce poté se stal i předsedou státní zkušební komise. V roce 1852 získal titul dvorního rady. Roku 1851 byl povýšen do šlechtického stavu. Od roku 1848 byl rovněž členem vídeňské akademie věd. Zakládal a vedl řadu národohospodářských, průmyslnických a finančních spolků a organizací. Spoluzakládal Štýrskou zemědělskou společnost. Podporoval rozvoj živnostní, snížení daňové zátěže. Odmítal trest smrti.